# Microtus abbreviatus
Espèce
Statut de conservation UICN

 LC  : Préoccupation mineure
Le Campagnol de St. Matthews (Microtus abbreviatus) est une espèce de rongeur de la famille des Cricetidae.

## Distribution
Cette espèce est endémique d'Alaska. Elle se rencontre sur les îles Saint-Matthieu et Hall, deux petites îles de la Mer de Bering.

## Description
Le campagnol de St. Matthews mesure entre 160 et 175 mm dont de 25 à 30 mm pour la queue. Il est très semblable au campagnol chanteur.
Il est la proie des oiseaux et du renard polaire, seul autre mammifère présent sur ces îles.